# Agente indio
En la historia de Estados Unidos, un agente indio era un individuo autorizado para interactuar con las tribus amerindias en nombre del gobierno. 

## Historia
La regulación federal de asuntos indios de los Estados Unidos incluyó por primera vez el desarrollo de la figura del agente indio en 1793, en virtud de la Segunda Ley de Comercio y Trato (o Ley Nonintercourse). Esto requería que la venta de tierras por o para amerindios debía tener licencia y debía ser permitida por el gobierno federal. La legislación también autorizó al Presidente de los Estados Unidos a "designar estas personas, de vez en cuando, como agentes temporales que residen entre los indios", y guiarlos hacia la aculturación forzada de la sociedad americana blanca, cambiando sus prácticas agrícolas y las actividades domésticas.  Eventualmente, el gobierno dejó de usar el término de agente indio. 
Desde finales del siglo XVIII hasta casi 1828, el Congreso era legalmente responsable de la protección de los amerindios y los no amerindios, y en el establecimiento de esta responsabilidad "continuar trabajando en las tribus indias utilizando agentes para negociar tratados bajo la jurisdicción del Departamento de Guerra".
Al principio, y antes de las reformas de finales del siglo XIX, los deberes de un agente indios consistieron en trabajar para mantener los colonos blancos y los nativos americanos lejos de conflicto, mantener una cooperación flexible con el personal militar del Ejército de los Estados Unidos, supervisar la correcta distribución de las rentas vitalicias otorgadas por el gobierno estatal o federal a varias tribus de indios americanos y supervisar la deportación de las tribus de las zonas adquiridas para la liquidación de las reservas.
En la década de 1830, la función principal de los agentes indios era ayudar en la supervisión de las negociaciones comerciales entre comerciantes blancos y los nativos americanos, mientras que los agentes tenían la autoridad de conceder y revocar las licencias de comercialización.
En 1849, la Oficina de Asuntos Indígenas decidió colocar el puesto de agente indio bajo jurisdicción civil. Esto se produjo en un momento en que muchos estadounidenses blancos vieron el papel de agente indio como ineficaz y deshonesto en las relaciones con varias tribus nativas americanas.
Desde antes de 1850, muchos ciudadanos habían estado pidiendo la reforma de los agentes en la Bureau of Indian Affairs. A tal efecto, en 1869 la oficina creó la Junta de Comisionados Indios, con la responsabilidad de supervisar el desembolso de las asignaciones indias de los gobiernos estatal y federal. Sin embargo, el mando del Ejército de los Estados Unidos estaba bastante insatisfecho por la transferencia de la Bureau of Indian Affairs del Departamento de Guerra al Departamento del Interior de los Estados Unidos en 1849, por lo que comenzó a hacer denuncias públicas sobre la naturaleza corrupta de la presencia civil en el trabajo de agente indio.
Cuando Theodore Roosevelt alcanzó la presidencia a comienzos del siglo XX (1901 -1909) los agentes indios que aún quedaban en nómina del gobierno fueron sustituidos por superintendentes escolares.